# Lingua sami di Kildin
La lingua sami di Kildin è una lingua sami parlata in Russia. 

## Distribuzione geografica
Secondo l'edizione 2009 di Ethnologue, nel 2007 risultavano 500 locutori di sami di Kildin nella Federazione Russa.

## Sistema di scrittura
Per la scrittura viene utilizzato l'alfabeto cirillico.
| А а | Ӓ ӓ | Б б | В в   | Г г | Д д | Е е | Ё ё   |
| Ж ж | З з | '   | (Һ һ) | И и | Й й | Ҋ ҋ | (Ј ј) |
| К к | Л л | Ӆ ӆ | М м   | Ӎ ӎ | Н н | Ӊ ӊ | Ӈ ӈ   |
| О о | П п | Р р | Ҏ ҏ   | С с | Т т | У у | Ф ф   |
| Х х | Ц ц | Ч ч | Ш ш   | Щ щ | Ъ ъ | Ы ы | Ь ь   |
| Ҍ ҍ | Э э | Ӭ ӭ | Ю ю   | Я я |     |     |       |